# 白茎绢蒿
白茎绢蒿（学名：[Seriphidium terrae-albae] 错误：{{Lang}}：文本有斜体标记（帮助））是菊科绢蒿属的植物。分布于俄罗斯、蒙古以及中国大陆的新疆等地，生长于海拔580米至1,200米的地区，常生于沙漠和沙漠边缘沙砾质戈壁地区，目前尚未由人工引种栽培。

## 别名
白蒿（新疆俗称）

## 异名
- Artemisia terrae-albae Krasch.